# Salt amb la garrotxa
Salt amb la garrotxa és un dibuix fet amb aiguatinta al sucre, realitzat per Pablo Picasso el 1957 i que actualment forma part de la col·lecció permanent del Museu Picasso de Barcelona. Actualment no es mostra exposat per motius de conservació preventiva. L'obra va ingressar al museu el 1985, com a donatiu de Raymund Noguera.

## Descripció
El 1957 Picasso fa una sèrie de gravats dedicada al toreig, que componen un conjunt de 27 estampes per il·lustrar el llibre La Tauromaquia o arte de Torear de José Delgado, conegut com a Pepe Illo.
L'artista hi presenta tot el procés de la cursa, des dels moments previs fins a la mort del brau, amb una visió tauromàquica excel·lent de les suertes antigues, que ja no es feien al s.XX, només comparable a la de Goya.
El museu té les estampes realitzades a partir de les planxes anul·lades i també aquestes. El projecte d'edició d'un llibre de bibliòfil il·lustrat per Picasso i editat per l'editorial catalana Gustavo Gili es va iniciar l'any 1928, quan Gustavo Gili i Roig (1868-1945) va mirar de convenir amb Picasso l'edició de l'obra La Tauromaquia, abans esmentada.
Però el projecte no va ser una realitat fins a 1959 de la mà de Gustau Gili i Esteve (1906-1992), que va comptar amb la complicitat de Picasso. El llibre va ser il·lustrat amb 26 aiguatintes tirades pel taller Lacourière-Frélaut de París i una punta seca, feta el 1959, per a la coberta del llibre, tirada per Jaume Pla, de Barcelona. La papereria catalana Guarro va fer un paper especial per a l'edició amb una filigrana de l'artista. Del llibre se'n van tirar 263 exemplars.
Aquesta obra va ser presentada a la sala Gaspar de Barcelona l'11 de gener de 1960, amb exposició dels gravats i de les planxes.